# Département Sambre-et-Meuse

Landkarte der Départements in der heutigen Benelux-Region

Das Département de Sambre-et-Meuse (deutsch Departement der Sambre und Maas; niederländisch Departement van Samber en Maas) war ein von 1795 bis 1814 zum französischen Staat gehörendes Département auf dem Gebiet der heutigen Provinzen Namur und Luxemburg in Belgien. Benannt wurde es nach den beiden Flüssen Sambre und Maas.

## Geschichte
Das Gebiet des Departements gehörte bis 1792 zur Grafschaft Namur, die Teil der Österreichischen Niederlande war. Im April 1792 erklärte die französische Nationalversammlung der Habsburgermonarchie den Krieg. Nach der Schlacht von Jemappes (November 1792) gerieten die Österreichischen Niederlande vollständig unter die Kontrolle Frankreichs. Am 9. Vendémiaire des Jahres IV der Republik (1. Oktober 1795) wurde das Gebiet auf der Grundlage des „Gesetzes über die Vereinigung Belgiens und des Lütticher Landes mit der Republik“ mit Frankreich vereinigt, was durch die Verträge von Campo Formio (1797) und Lunéville (1801) völkerrechtlich bestätigt wurde.
Das Gebiet wurde entsprechend der in Frankreich neu eingeführten Verwaltungsgliederung in neun Departements eingeteilt, welche in Arrondissements, Kantone und Gemeinden untergliedert wurden. Die Kantone waren zugleich Friedensgerichtsbezirke.
Nach der Niederlage Napoleons in der Völkerschlacht bei Leipzig (Oktober 1813) wurden im Ersten Pariser Frieden (Mai 1814) die Grenzen zwischen Belgien und Frankreich wieder auf dem Stand vom 1. Januar 1792 hergestellt. Bezüglich des Departements der Sambre und Maas waren hiervon die Kantone Walcourt, Florennes, Beauraing und Gedinne ausgenommen, sie blieben zunächst bei Frankreich. Aufgrund der auf dem Wiener Kongress (Juni 1815) getroffenen Vereinbarungen wurden die alten Vereinigten Provinzen der Niederlande und die ehemaligen belgischen Provinzen zum neuen Königreich der Niederlande zusammengeschlossen. Im August 1815 wurde das neue Königreich der Niederlande in Provinzen eingeteilt, aus dem Departements der Sambre und Maas entstand die Provinz Namur, ein Teil wurde dem Gebiet des neuen Großherzogtums Luxemburg zugeordnet.
Im Zweiten Pariser Frieden (November 1815) wurde die Grenze zwischen Frankreich und den Niederlanden auf dem Stand von 1790 neu festgelegt, sodass auch die Kantone Walcourt, Florennes, Beauraing und Gedinne der Provinz Namur angegliedert wurden. Seit 1830 gehört die Provinz Namur zu Belgien.

## Gliederung

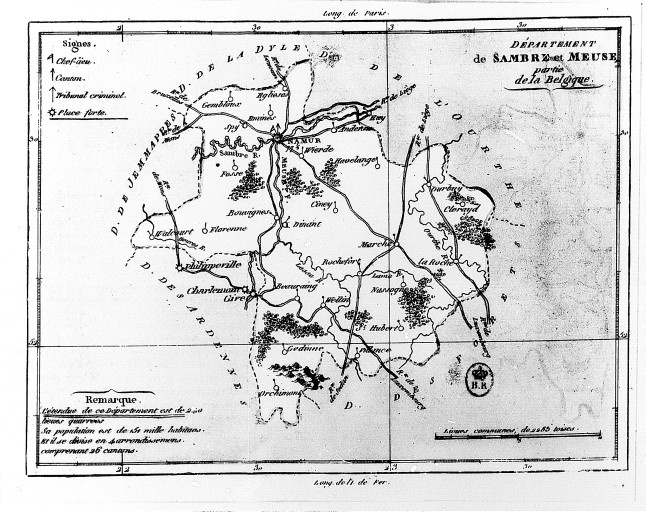
Département de Sambre et Meuse

Hauptort (chef-lieu) des Departements bzw. Sitz der Präfektur war die Stadt Namur an der Mündung der Sambre in die Maas. Es war in vier Arrondissements und 21 Kantone sowie 488 Gemeinden eingeteilt:
| Arrondissement    | Hauptorte der Kantone, Sitz der Friedensgerichte                             |
| ----------------- | ---------------------------------------------------------------------------- |
| Namur             | Andenne, Dhuy, Fosses-la-Ville, Gembloux, Namur (2 Kantone)                  |
| Dinant            | Beauraing, Ciney, Dinant, Florennes, Walcourt                                |
| Marche-en-Famenne | Durbuy, Érezée, Havelange, La Roche-en-Ardenne, Marche-en-Famenne, Rochefort |
| Saint-Hubert      | Gedinne, Nassogne, Saint-Hubert, Wellin                                      |

Das Departement hatte eine Fläche von 4.579 Quadratkilometern und im Jahr 1812 insgesamt 180.655 Einwohner.